# 1191 Alfaterna
1191 Alfaterna är en asteroid i huvudbältet som upptäcktes den 11 februari 1931 av den italienska astronomen Luigi Volta. Asteroidens preliminära beteckning var 1931 CA. Asteroiden fick sedan namn efter den romerska staden Nocera Inferiore som förr hette Nuceria Alfaterna.
Alfaternas senaste periheliepassage skedde den 3 mars 2020.[Uppdatering behövs] Dess rotationstid har beräknats till 3,66 timmar.